# Iran Airtour
Iran Airtour (Perzisch: ایران ایر تور) is een Iraanse luchtvaartmaatschappij met haar thuisbasis in Mashad.

## Geschiedenis
Iran Airtour is opgericht in 1973 door Iran Air, gericht op (charter)toerisme.

## Bestemmingen
Anno 2022 onderhoudt Iran Airtour 19 binnenlandse en 3 buitenlandse bestemmingen vanaf met name de hubs Mashhad en Teheran-Mehrabad.
|                | Bestemmingen |
| -------------- | --- |
| Binnenlands    | Abadan, Ahvaz, Assaluyeh, Bandar Abbas, Birjand, Bushehr, Chabahar, Isfahan, Kermanshah, Kashan, Kish, Mashhad, Rasjt, Shiraz, Tabriz, Teheran, Teheran-Mehrabad, Yazd, Zahedan |
| Internationaal | Istanboel, Izmir, Dubai |

## Vloot

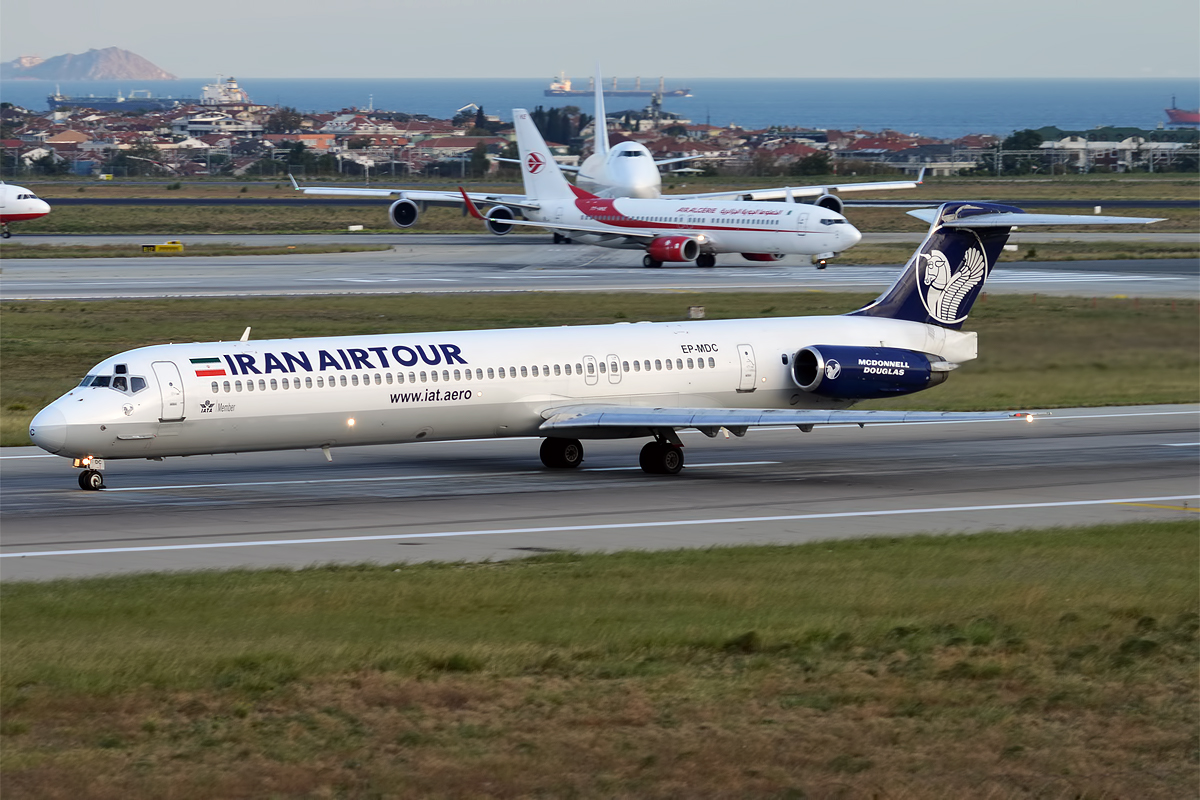
Enige nog vliegende MD82 van Iran Airtour

De vloot van Iran Airtour bestond in april 2022 uit:
| Type            | Aantal | Orders | Passagiers | Passagiers | Passagiers | Opmerkingen                      |
| Type            | Aantal | Orders | J          | Y          | Totaal     | Opmerkingen                      |
| --------------- | ------ | ------ | ---------- | ---------- | ---------- | -------------------------------- |
| Airbus A300-600 | 2      | —      | 0          | 280        | 280        |                                  |
| Airbus A300-600 | 2      | —      | 24         | 256        | 280        |                                  |
| Airbus A310     | 1      | —      | 0          | 280        | 280        |                                  |
| Airbus A310     | 1      | —      | 0          | 243        | 243        |                                  |
| Airbus A320     | 1      | —      | 0          | 174        | 174        | geparkeerd sinds juni 2020       |
| MD82            | 4      | —      | 0          | 160        | 160        | 3 geparkeerd sinds december 2020 |
| MD83            | 1      | —      | 0          | 172        | 172        | geparkeerd sinds december 2020   |
| Totaal          | 12     | 0      |            |            |            |                                  |